# 放逐龙属
放逐龙（属名：Eiectus）是已灭绝短颈上龙亚目可能有效的一个属，生存于早白垩世。其化石材料发现于昆士兰州沃伦比拉组（阿普第阶），最初被归入近缘属克柔龙直至2021年。

## 历史

### 最初发现
1929年在与昆士兰克柔龙正模标本发现地相同地点发现、之前被归入昆士兰克柔龙的部分颅骨可能属于放逐龙，1935年在昆士兰休恩登特莱蒙站（Telemon Station）附着发现、并于次年5月清修的另一件颅骨也可能属于放逐龙，之前归入昆士兰克柔龙的所有其它阿尔布阶遗骸同上。

### MCZ 1285：哈佛标本
1931年，哈佛比较动物学博物馆（Harvard Museum of Comparative Zoology，缩写：MCZ）将一支考察队遣往澳大利亚收集标本，此次活动有两个目的，首先是“博物馆缺乏澳洲动物并且……希望能完成该系列”，其次是“对该地区现生动物的研究”。这支后来称为哈佛澳大利亚考察队的团队是一支由哈佛教授威廉·莫顿·维勒（William Morton Wheeler）所领导的6人考察队，其他成员包括小菲利普·杰克逊·达灵顿（Phillip Jackson Darlington Jr.）博士（著名鞘翅目昆虫学家）、格拉沃·默瑞尔·艾伦（Glover Morrill Allen）博士及其学生拉尔夫·尼古拉森·埃利斯（Ralph Nicholson Ellis）、卫生人员伊拉·狄克逊（Ira M. Dixon）博士以及威廉·舍维尔（William E. Schevill，哈佛毕业生，无脊椎动物古生物学副馆长）。MCZ主任托马斯·哈伯（Thomas Barbour）当时表示“我们希望得到袋鼠、袋熊、袋獾及袋狼标本”。此次任务获得成功，有超过三百件哺乳动物标本及上千件昆虫标本被运往美国。然而，团队中的化石爱好者舍维尔在其他人离开后仍留在澳大利亚。1932年冬，牧场主托马斯（R. W. H. Thomas）告知他在自己位于休恩登附近的庄园中，有“奇怪的”东西从岩石上露出来。这些岩石均为石灰岩结节，其中含有迄今发现过的最完整克柔龙骨骼。在一名接受过爆炸物使用培训的英国移民的帮助下，结节经爆破后与地面分离（碎成重约4顿的小块），威廉·舍维尔将化石运回哈佛进行检查和清修。颅骨（与昆士兰克柔龙正模下颌骨碎片相吻合）不久便完成清修，但时间和预算限制使这具近完整骨骼（其中大部分骨骼仍嵌在石灰岩块中未被挖出）的重建工作推迟了20年。

昆士兰克柔龙比例图，展示了重建后的哈佛骨骼（朗氏放逐龙）尺寸及更准确的估计

波士顿实业家、慈善家、卡博特公司创始人戈弗雷·洛威尔·卡博特（Godfrey Lowell Cabot）“当时90多岁”，“从小就对大海蛇感兴趣”。他曾询问MCZ主任阿尔弗雷德·罗默（Alfred Romer）关于大海蛇的存在及其报道，罗默顺便将博物馆贮藏室中的骨骼告知他。卡博特因此问重建需要多少钱，“罗默在充满霉味的空气中说出一个数字，回答‘哦，大约1万美元。’”罗默可能是在开玩笑，但这位慈善家显然是认真的，因为罗默不久便收到了上述金额的支票。在博物馆清修师的精心工作下（花费两年时间与超过1万美元），经重建与组装后的骨骼于1959年在哈佛大学展出。罗默与MCZ清修师阿诺德·刘易斯（Arnold Lewis）同年在该机构的《Breviora》杂志上证实，“侵蚀破坏了这具曾经完整且关节连接的骨骼的相当一部分……故展出标本中约有三分之一为石膏修复。”此外，原始骨骼也堆叠在石膏之中；事实上在保护化石安全的同时，古生物学家很难对其进行研究，这也成为造成昆士兰克柔龙真实体型这一有争议问题的因素。
1962年，塞繆爾·保羅·威爾斯提出MCZ 1285应选为新属（后来命名为“放逐龙”）的新模标本。莫尔纳（1982年a、1991年）认为，MCZ 1285与昆士兰克柔龙正模标本并非相同物种，而是认为它代表了第二个物种或一个新属，其不同之处在于颅骨更深、更结实（图博恩和特纳1993年亦遵循此观点）。

### 克柔龙2021年研究
2021年，一项对博卡亚克柔龙的研究将包括哈佛标本在内的大部分昆士兰克柔龙遗骸移至新属新种朗氏放逐龙（Eiectus longmani）。该研究仅将正模下颌骨认作克柔龙并视该属为疑名。保罗（2022年）相信“放逐龙”这个名字将在未来受到挑战，并再次提出将其视为克柔龙的异名。在这种情况下，费歇尔等人（2023年）甚至也批评了这一重新归类，预测它们与ICZN第75.5和75.6条（该条规定了对具有非诊断性正模标本的先前标志性分类单元新模标本的指定偏好）相矛盾，且上述多物种的可能性不能证明将所有标本暂时重新归入放逐龙是合理的。相反，作者选择将所有相关化石称为“克柔龙-放逐龙”。一项对澳洲四足类化石的研究仅将标本MCZ 1285及MCZ 1284认定为放逐龙。